# Stuck
Stuck – pierwszy singel z drugiego albumu Stacie Orrico.
„Stuck” to pierwszy duży sukces Orrico w Stanach Zjednoczonych i na świecie. Singiel znalazł się najwyżej na #52 pozycji w USA, podczas gdy m.in. w Australii singiel dotarł do #3 miejsca, a w Wielkiej Brytanii do #9 w drugim tygodniu pobytu w zestawieniu UK Singles Chart.
Teledysk został wyreżyserowany przez Diane Martel. W wideo ukazany jest jej związek z chłopakiem w szkole średniej. Chłopaka Stacie w teledysku grał jej kuzyn Trevor Wright.

## Lista utworów
CD single – U.S.
1. „Stuck” (album version)
2. „Stuck” (rhythmic mix)
3. „Stuck” (Thunderpuss radio version)

CD single – UK
1. „Stuck” (album version) – 3:42
2. „Stuck” (Barry Harris & Chris Cox club remix) – 8:25
3. „Until I Find You” – 3:01
4. „Stuck” (video)

CD single – Europe
1. „Stuck” (album version) – 3:42
2. „Bounce Back” – 3:01

12" maxi
1. „Stuck” (Barry Harris & Chris Cox club remix) – 8:25
2. „Stuck” (Barry Harris & Chris Cox radio remix) – 3:05
3. „Stuck” (Barry Harris & Chris Cox dub) – 10:05
4. „Stuck” (rhythmic mix) – 3:45

## Listy przebojów
| Lista (2003)                                 | Najwyższa pozycja |
| -------------------------------------------- | ----------------- |
| Australian ARIA Singles Chart                | 3                 |
| Ö3 Austria Top 40                            | 8                 |
| Belgian (Flanders) Ultratop 50 Singles Chart | 9                 |
| Belgian (Wallonia) Ultratop 40 Singles Chart | 9                 |
| Danish Singles Chart                         | 4                 |
| Dutch Top 40                                 | 3                 |
| French Singles Chart                         | 36                |
| German Singles Chart                         | 6                 |
| Irish Singles Chart                          | 6                 |
| New Zealand RIANZ Singles Chart              | 3                 |
| Norwegian Singles Chart                      | 9                 |
| Swedish Singles Chart                        | 9                 |
| Swiss Singles Chart                          | 6                 |
| UK Singles Chart                             | 9                 |
| U.S. Billboard Hot 100                       | 52                |
| U.S. Billboard Pop Songs                     | 10                |

### Zestawienia końcoworoczne
| Lista (2003)                    | Pozycja |
| ------------------------------- | ------- |
| Australian Singles Chart        | 27      |
| Austrian Singles Chart          | 55      |
| Belgia (Flanders) Singles Chart | 53      |
| Belgia (Wallonia) Singles Chart | 74      |
| Dutch Top 40                    | 24      |
| New Zealand Singles Chart       | 12      |
| Swiss Singles Chart             | 23      |

### Certyfikaty
| Kraj      | Certyfikat | Data | Sprzedaż |
| --------- | ---------- | ---- | -------- |
| Australia | Platyna    | 2003 | 70,000   |